# Бартники (Куявсько-Поморське воєводство)
Бартники (пол. Bartniki) — село в Польщі, у гміні Бродниця Бродницького повіту Куявсько-Поморського воєводства.
У 1975-1998 роках село належало до Торунського воєводства.